# Santa Juana
Santa Juana is een gemeente in de Chileense provincie Concepción in de regio Biobío. Santa Juana telde 13.749 inwoners in 2017 en heeft een oppervlakte van 731 km².
- Library of Congress Control Number: n2015068505
- Virtual International Authority File: 10145003627761341487